# Don't Call Me Mama Anymore
Don't Call Me Mama Anymore è il sesto e ultimo album in studio di Cass Elliot, pubblicato dalla casa discografica RCA Records nel settembre del 1973. Si tratta dell'ultima album in studio prima della sua morte.

## Storia
Dopo la delusione con i suoi primi due album per la RCA, Elliot sentì che era giunto il momento per lei di apportare alcuni cambiamenti alla sua carriera musicale. Assunse Allan Carr come suo manager che all'epoca gestiva le carriere di Tony Curtis, Ann-Margret e Peter Sellers; il suo nuovo manager Così è stato messo insieme uno spettacolo che consisteva in vecchi standard insieme ad alcune nuove canzoni scritte per lei da amici. L'atto includeva Elliot insieme a due cantanti maschi che fungevano da coristi e aiutanti durante i numeri musicali.
Il titolo dello spettacolo, Don't Call Me Mama Anymore, prende il nome da una delle canzoni scritte da un amico della cantante stessa, Walter Earl Brown. La canzone è nata dalla frustrazione di Elliot di essere identificata come "Mama Cass". 
Lo spettacolo debuttò il 9 febbraio 1973 a Pittsburgh, ed ebbe grande successo, e nell'aprile dello stesso anno lo spettacolo ricevette una recensione entusiastica del Las Vegas Sun.
Nel giugno dello stesso anno venne pubblicato un live con 4 dei brani di questo spettacolo.
Tra i vari brani presenti nell'album c'è anche "I'm Coming to the Best Part of My Life" scritta dagli amici Roger Nichols e John Bettis.

## Accoglienza
Nonostante il successo degli spettacoli, l'album, come i due album precedenti di Elliot, non fu un successo, e dopo I Think a Lot About You, nessun singolo venne più pubblicato.
Tuttavia, diverse canzoni dell'album sono apparse nella compilation del 1997 Dream a Little Dream: The Cass Elliot Collection e "I'm Coming to the Best Part of My Life".

## Tracce
Lato A
1. Extraordinary – 2:36
2. I Think a Lot About You – 2:55
3. Audience Rap – 2:07
4. Don't Call Me Mama Anymore – 2:55
5. My Love – 3:24

Lato B
1. I'm Coming to the Best Part of My Life – 3:53
2. Audience Rap – 1:29
3. The Night Before – 3:14
4. I Like What I Like – 4:02
5. I'll Be Seeing You – 3:08

## Musicisti
- Cass Elliot - voce
- Chris Spedding - chitarra elettrica
- Les Thatcher - chitarra acustica
- Dave McRae - pianoforte
- Les Hurdle - basso
- Barry Morgan - batteria